# NGC 5843
NGC 5843 é uma galáxia espiral barrada (SBb) localizada na direcção da constelação de Lupus. Possui uma declinação de -36° 19' 42" e uma ascensão recta de 15 horas, 07 minutos e 27,8 segundos.
A galáxia NGC 5843 foi descoberta em 3 de Maio de 1834 por John Herschel.